# Kepler-90
Kepler-90 là một sao dải chính loại G có vị trí vào khoảng 2.545 năm ánh sáng (780 pc) từ Trái Đất thuộc chòm sao Thiên Long. Ngôi sao này đáng chú ý vì nó có một hệ hành tinh có cùng số lượng hành tinh quan sát được với Hệ Mặt Trời.
Vào ngày 14 tháng 12 năm 2017, NASA và Google tuyên bố đã phát hiện ra hành tinh thứ tám, Kepler-90i, trong hệ Kepler-90: hành tinh này được phát hiện bằng cách sử dụng một phương pháp học máy mới được phát triển bởi Google.

## Đặc điểm
Kepler-90 là một ngôi sao loại G có khối lượng và bán kính xấp xỉ 120% so với Mặt Trời. Nó có nhiệt độ bề mặt là 6080 K, và tuổi của nó ước tính khoảng 2 tỷ năm. Trong khi đó, Mặt Trời là khoảng 4,6 tỷ năm tuổi và có nhiệt độ bề mặt là 5778 K.
Cấp sao biểu kiến của ngôi sao, tức là mức độ sáng của nó khi nhìn từ Trái Đất, là 14. Do đó, nó quá mờ để có thể nhìn bằng mắt thường.

## Hệ hành tinh
Kepler-90 đáng chú ý vì sự giống nhau về hình thể của hệ hành tinh của nó với Hệ Mặt Trời, trong đó các hành tinh đá ở gần ngôi sao nhất và các hành tinh khí ở xa hơn. Sáu hành tinh bên trong thì hoặc là siêu Trái Đất hoặc là tiểu Sao Hải Vương khi xét tới kích cỡ. Hai hành tinh ngoài cùng là hành tinh khí khổng lồ. Hành tinh được biết tới ở áp chót quay quanh ngôi sao chủ của nó ở cùng khoảng cách giữa Trái Đất và Mặt trời. Hành tinh ở ngoài cùng vẫn chưa được nghiên cứu đầy đủ.

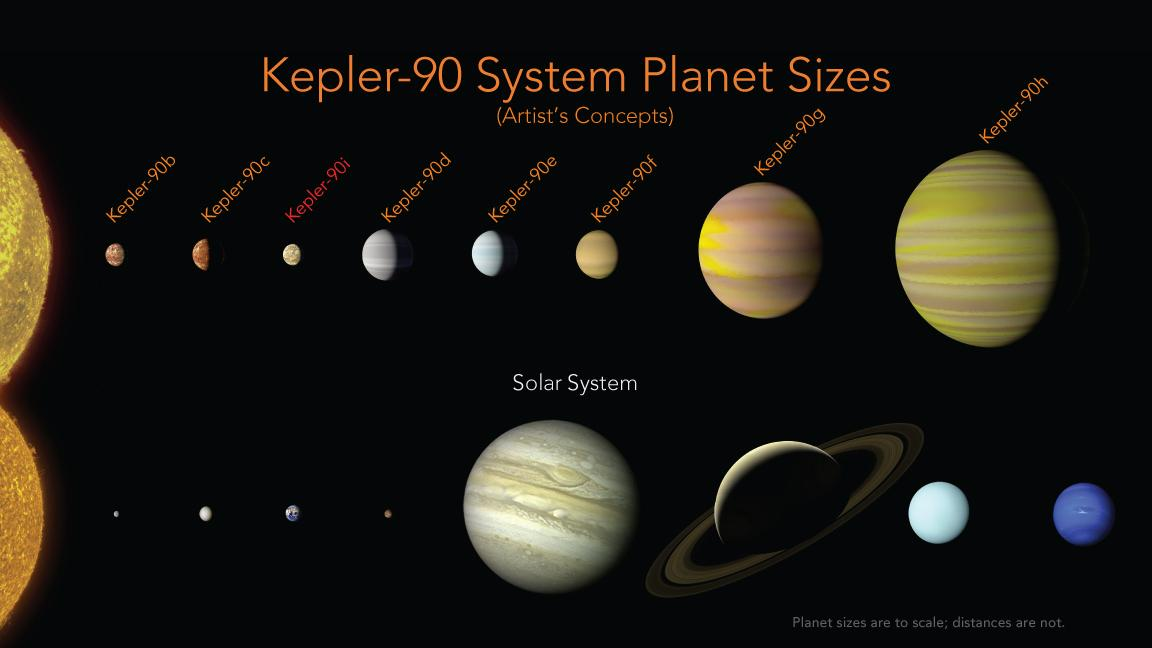
Hệ hành tinh của Kepler-90, so sánh với Hệ Mặt Trời

| Thiên thể đồng hành (thứ tự từ ngôi sao ra) | Khối lượng | Bán trục lớn (AU) | Chu kỳ quỹ đạo (day) | Độ lệch tâm | Độ nghiêng | Bán kính |
| ------------------------------------------- | ---------- | ----------------- | -------------------- | ----------- | ---------- | -------- |
| b                                           | —          | 0.074 ± 0.016     | 7.008151             | —           | 89.4°      | 1.31 R🜨  |
| c                                           | —          | 0.089 ± 0.012     | 8.719375             | —           | 89.68°     | 1.18 R🜨  |
| i                                           | —          | 0.1234            | 14.44912             | —           | 89.2°      | 1.32 R🜨  |
| d                                           | —          | 0.32 ± 0.05       | 59.73667             | —           | 89.71°     | 2.88 R🜨. |
| e                                           | —          | 0.42 ± 0.06       | 91.93913             | —           | 89.79°     | 2.67 R🜨  |
| f                                           | —          | 0.48 ± 0.09       | 124.9144             | 0.01        | 89.77°     | 2.89 R🜨  |
| g                                           | <0.8 MJ    | 0.71 ± 0.08       | 210.60697            | —           | 89.8°      | 8.13 R🜨  |
| h                                           | <1.2 MJ    | 1.01 ± 0.11       | 331.60059            | —           | 89.6°      | 11.32 R🜨 |